# Вилохвостая качурка
Вилохвостая качурка, или малая качурка (лат. Hydrobates  monorhis), — вид морских птиц из семейства качурковых, величиной со скворца.

## Описание
Небольшая птица: длина тела 18—21 см, размах крыльев 45—48 см. Внешне напоминает северную качурку, но темнее (в полёте кажется чёрной) и без белого цвета на надхвостье.

## Распространение
В России гнездится только в заливе Петра Великого на островах Верховского и Карамзина близ Владивостока. На кочёвках встречается в основном у Южного Приморья, реже у Южных Курил. За пределами России встречается на мелких прибрежных островах южной части Японии, у южного и западного побережья полуострова Корея и вблизи Шаньдунского полуострова в Китае. В период кочёвок эти птицы встречаются в Японском море. Залетает в Индийский океан и крайне редко — в северную Атлантику.

## Образ жизни
По образу жизни очень похожа на других качурок рода Oceanodroma, особенно на северную, но в отличие от них не следует за кораблями. Активна в основном по ночам. Гнездится в норах, выкопанных на мягкой почве с травянистой растительностью, в кладке 1 белое яйцо.
Голос напоминает щебетание ласточек, но тоном ниже.

## Численность
В 1966 году было учтено около 11000 пар. Врагами качурок в гнездовой период являются чёрные вороны. Занесена в Красную книгу МСОП и Красную книгу России.

## Вилохвостая качурка в художественной литературе
- Роман Мэри Стюарт «Башня из слоновой кости» («Малая качурка»), 1991 год.